# Háry János

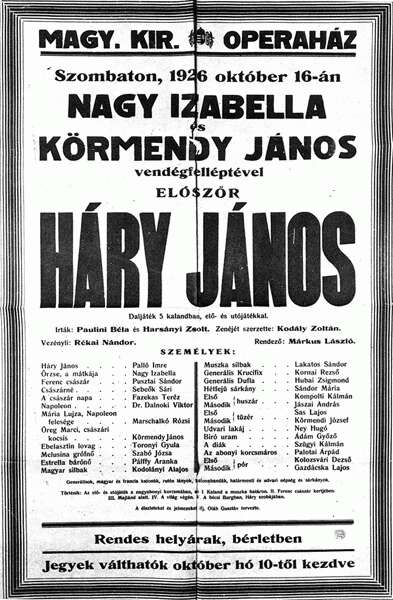
Háry János

Háry János, op. 15, est une comédie lyrique de Zoltán Kodály sur un livret de Béla Paulini et Zsolt Harsányi, d'après l'épopée comique Le Vétéran (Az obsitos) de János Garay, composée en 1925-1926. L'opéra a été créé à l'Opéra royal hongrois de Budapest le 16 octobre 1926.

## Argument
L'ancien combattant Háry János, ancien hussard de l'armée autrichienne, raconte dans une auberge de village ses aventures et ses exploits fantastiques lors des guerres napoléoniennes. Il prétend entre autres qu'il a conquis le cœur de Marie-Louise d'Autriche, la femme de Napoléon. Il aurait ensuite défait l'armée de son rival à lui seul. Cependant, il renonce à toutes ses richesses pour rentrer dans son village avec sa fiancée.

## Autour de l'œuvre
L'opéra adopte la forme du singspiel, les dialogues parlés alternant avec des chansons souvent inspirés des chants populaires hongrois. 
Kodály a tiré une suite orchestrale de l'opéra (créée par Willem Mengelberg en 1927), qui fait partie des morceaux les plus populaires de la musique classique hongroise, avec l'emploi du cymbalum, un instrument traditionnel hongrois.
La suite comme l'opéra commencent par un "éternuement musical". Comme l'expliquait Kodály, « Selon la superstition hongroise, si une affirmation est suivie de l'éternuement de l'un des auditeurs, c'est considéré comme une confirmation de sa vérité. La Suite commence par un éternuement de ce genre ! »
Selon le compositeur, « Háry János est la personnification de l'imagination du conteur hongrois. Il ne raconte pas de mensonges, il imagine des histoires, c'est un poète. Ce qu'il raconte n'est peut-être jamais arrivé, mais il l'a vécu dans son esprit, c'est donc plus réel que la réalité. »

## Mouvements de la suite
1. Prélude. Le conte de fées commence.
2. L'Horloge musicale viennoise.
3. Chanson.
4. Bataille et défaite de Napoléon.
5. Intermezzo.
6. Entrée de l'Empereur et de sa Cour.

## Discographie

### Opéra
- Chœur du Festival d'Edimbourg et orchestre symphonique de Londres dirigé par István Kertész, avec Erzebet Komlossy, Gyorgy Melis, Laszlo Palocz (Decca London). Récitant : Peter Ustinov.
- L'Orchestre de l'opéra d'état hongrois dirigé par János Ferencsik (Hungaroton).
- L'Orchestre national de Montpellier dirigé par Friedemann Layer, avec Nora Gubisch, Béla Perencz, Micha Lescot (Accord). Récitant : Gérard Depardieu.

### Suite
- Orchestre symphonique de la NBC dirigé par Arturo Toscanini (RCA).
- Orchestre symphonique du RIAS de Berlin dirigé par Ferenc Fricsay, 1955 (Deutsche Grammophon).
- Hungarica Philharmonia dirigée par Antal Doráti (Decca).
- Orchestre du Festival de Budapest dirigé par Iván Fischer (Philips).
- Orchestre philharmonique de Londres dirigé par Klaus Tennstedt, 1984
- Orchestre philharmonique d'Helsinki, dirigé par János Fürst, (album "Kodály : Symphonic Works" (CD 2)) 1993.